# Patty Hearst
Patricia Campbell Hearst (San Francisco, 20 de febrer de 1954) és una escriptora i actriu nord-americana, neta del magnat editorial William Randolph Hearst. Es va fer famosa internacionalment arran del seu segrest l'any 1974 per l'Exèrcit Simbiòtic d'Alliberament. Dinou mesos després de la seva desaparició fou trobada i arrestada, perquè en aquell moment era fugitiva per crims comesos juntament amb el grup que l'havia segrestada. Fou detinguda, i es va especular que els recursos de la seva família li permetrien eludir la presó.
Al judici, l'acusació va suggerir que Hearst havia passat a ser membre de l'Exèrcit Simbiòtic d'Alliberament per voluntat pròpia. No obstant, va testificar que l'havien violada i amenaçada de mort mentre era en captivitat. El 1976 va ser declarada culpable d'atracar un banc i la van sentenciar a 35 anys de presó, que després es van reduir a set anys. La sentència va ser commutada pel president Jimmy Carter, i el president Bill Clinton li va donar el perdó.